# Grand Prix automobile d'Australie 2014
GP précédent GP suivant
Le Grand Prix automobile d’Australie 2014 (2014 Formula 1 Rolex Australian Grand Prix), disputé le 16 mars 2014 sur le Circuit de l'Albert Park à Melbourne, est la 898e épreuve du championnat du monde de Formule 1 courue depuis 1950 et la manche d'ouverture du championnat 2014.
La séance de qualification se déroule sous la pluie à partir de la fin de sa première partie. La deuxième partie est fatale à Kimi Räikkönen et à Sebastian Vettel qui n'avait pas été éliminé en Q2 depuis le Grand Prix de Belgique 2012 ; les deux pilotes sont contraints de partir de la sixième ligne sur la grille avec les onzième et douzième temps. La troisième partie s'achève sur la trente-deuxième pole position de Lewis Hamilton qui, sous le drapeau à damier, améliore le temps de Daniel Ricciardo, le nouveau coéquipier de Vettel chez Red Bull. Nico Rosberg s'élance en deuxième ligne en compagnie du débutant Kevin Magnussen. La troisième ligne est occupée par Fernando Alonso et Jean-Éric Vergne dont le coéquipier Daniil Kvyat, autre débutant, obtient le huitième temps.
Auteur d'un départ qui lui permet de se propulser en tête au premier virage, Nico Rosberg s'impose au terme des cinquante-six tours de course (l'épreuve est réduite d'un tour à la suite de l'annulation de la première procédure de départ) sans jamais avoir été inquiété, obtenant la quatrième victoire de sa carrière, la quatorzième de l'écurie Mercedes, et également, la centième d'un moteur Mercedes en Formule 1. Son coéquipier Lewis Hamilton, parti en pole position, abandonne au bout de trois tours. Deuxième sur la grille, Daniel Ricciardo conserve sa position à l'arrivée, suivi par Kevin Magnussen qui achève le premier Grand Prix de sa carrière sur le podium. Jenson Button, en terminant quatrième derrière son jeune coéquipier permet à l'écurie McLaren-Mercedes d'obtenir dès la première course de la saison un meilleur résultat que durant tout le championnat 2013. Fernando Alonso prend la cinquième place devant Valtteri Bottas, un des grands animateurs de la course qui s'est élancé du quinzième rang. Suivent dans les points, Nico Hülkenberg, Kimi Räikkönen, Jean-Éric Vergne et son coéquipier Daniil Kvyat qui, comme Magnussen, marque pour ses débuts dans la discipline. 
À l'issue de l'épreuve, Daniel Ricciardo est disqualifié après que la FIA a constaté que la voiture de l'Australien a régulièrement excédé, pendant la course, la limite du débit de carburant maximal autorisé, fixée à 100 kg/heure. Ainsi, tous les pilotes derrière lui remontent d'un cran dans la hiérarchie ce qui permet à Sergio Pérez de prendre le point de la dixième place sur tapis vert.
Avec ses pilotes classés deuxième et troisième, McLaren prend la première place du classement des constructeurs avec 33 points et devance Mercedes (25 points) ; suivent Ferrari (18 points), Williams (10 points), Force India (9 points) et Toro Rosso (6 points). Six des onze écuries engagées au championnat ont marqué des points, Red Bull, Sauber, Lotus, Marussia et Caterham n'en ayant pas encore inscrit.

## Essais libres

### Première séance, le vendredi de 12 h 30 à 14 h
| Pos. | Pilote           | Voiture           | Chrono         | Écart     |
| ---- | ---------------- | ----------------- | -------------- | --------- |
| 1    | Fernando Alonso  | Ferrari           | 1 min 31 s 840 |           |
| 2    | Jenson Button    | McLaren-Mercedes  | 1 min 32 s 357 | + 0 s 517 |
| 3    | Valtteri Bottas  | Williams-Mercedes | 1 min 32 s 403 | + 0 s 563 |
| 4    | Felipe Massa     | Williams-Mercedes | 1 min 32 s 431 | + 0 s 591 |
| 5    | Daniel Ricciardo | Red-Bull-Renault  | 1 min 32 s 599 | + 0 s 759 |
| 6    | Nico Rosberg     | Mercedes          | 1 min 32 s 604 | + 0 s 764 |

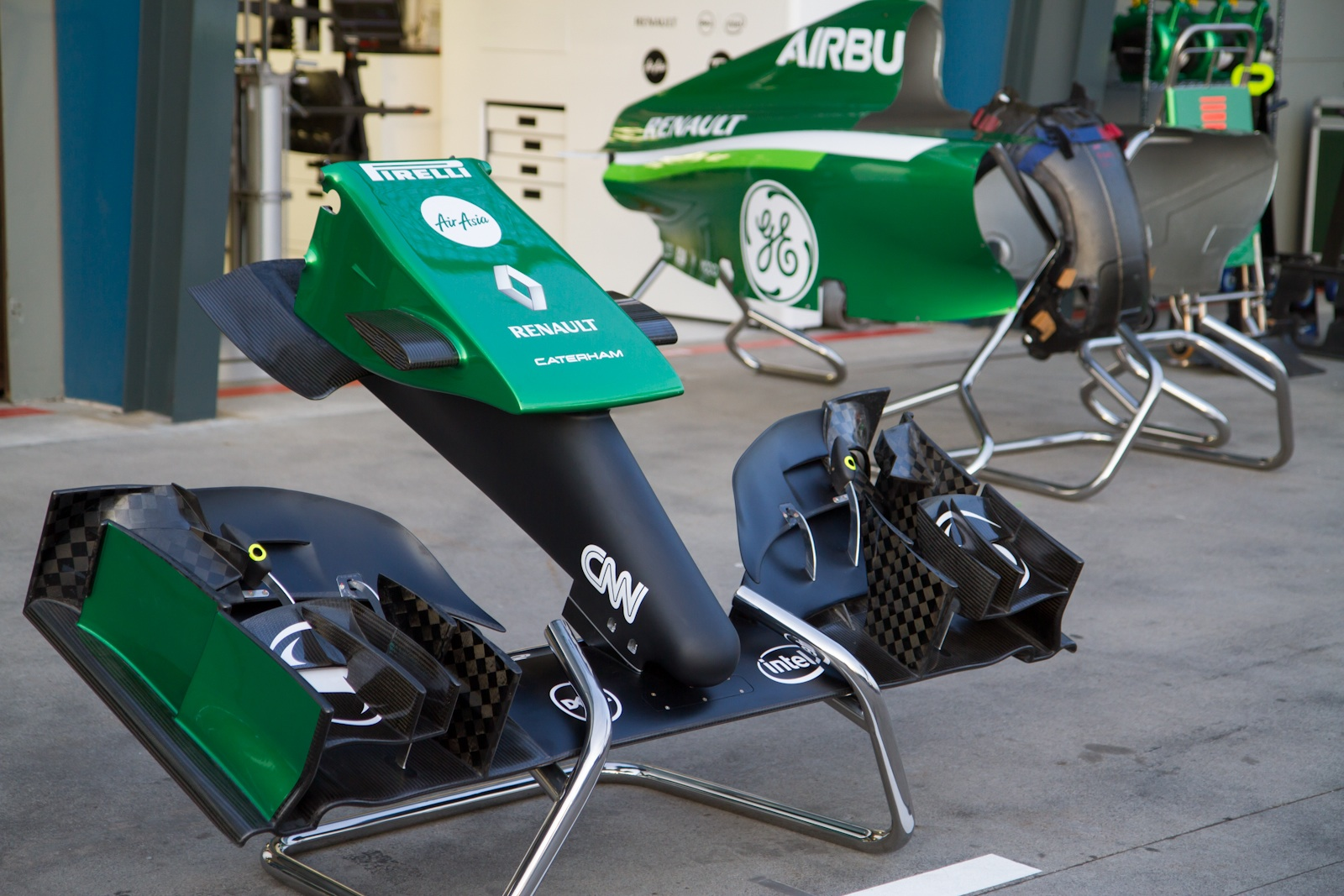
Le stand Caterham à Melbourne.

La météo est au beau fixe lorsque les pilotes s'élancent en piste, les uns après les autres, pour boucler un premier tour d'installation. Après seulement cinq minutes, Lewis Hamilton immobilise sa Mercedes AMG F1 W05 en piste : de la fumée s'échappe de l'arrière de la monoplace qui est évacuée par une grue. Les mécaniciens procèdent à un changement de moteur (l'avarie concerne un capteur serait à l'origine de l'arrêt du bloc) qui ne pénalisera pas le pilote puisque, n'ayant pas effectué le moindre tour chronométré, il a toujours droit à cinq moteurs pour la totalité de sa saison. Daniel Ricciardo fixe le temps de référence en 1 min 35 s 168,,. 
Nico Rosberg passe en tête en 1 min 32 s 784 puis améliore en 1 min 32 s 604 avec les pneus durs. Fernando Alonso passe en tête en 1 min 32 s 588 puis, à la mi-séance, est relayé par Jenson Button (1 min 32 s 357) alors que les Lotus E22 de Romain Grosjean et Pastor Maldonado sont toujours immobilisées dans leur stand ; Sebastian Vettel est également resté au stand tandis que son coéquipier Daniel Ricciardo est en piste,,.
À trente minutes du drapeau à damier, Fernando Alonso repasse en tête en 1 min 31 s 840, meilleur temps de la séance. En fin de session, Maldonado sort puis rejoint son stand en roue libre sans avoir effectué de tour chronométré ; Grosjean ne prend pas la piste de toute la séance, bloqué au garage à cause d'une fuite d'huile au niveau de la boîte de vitesses puis par un problème de gestion informatique du moteur. Jean-Éric Vergne sort largement de la piste dans le virage no 3 quelques instants avant la fin, sans conséquence pour sa Toro Rosso STR9,,,.

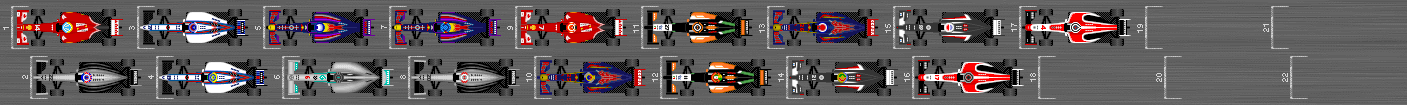
Résultats de la première séance d'essais libres du Grand Prix d'Australie 2014.

### Deuxième séance, le vendredi de 16 h 30 à 18 h
| Pos. | Pilote           | Voiture          | Chrono         | Écart     |
| ---- | ---------------- | ---------------- | -------------- | --------- |
| 1    | Lewis Hamilton   | Mercedes         | 1 min 29 s 625 |           |
| 2    | Nico Rosberg     | Mercedes         | 1 min 29 s 782 | + 0 s 157 |
| 3    | Fernando Alonso  | Ferrari          | 1 min 30 s 132 | + 0 s 507 |
| 4    | Sebastian Vettel | Red Bull-Renault | 1 min 30 s 381 | + 0 s 756 |
| 5    | Jenson Button    | McLaren-Mercedes | 1 min 30 s 510 | + 0 s 885 |
| 6    | Daniel Ricciardo | Red Bull-Renault | 1 min 30 s 538 | + 0 s 913 |

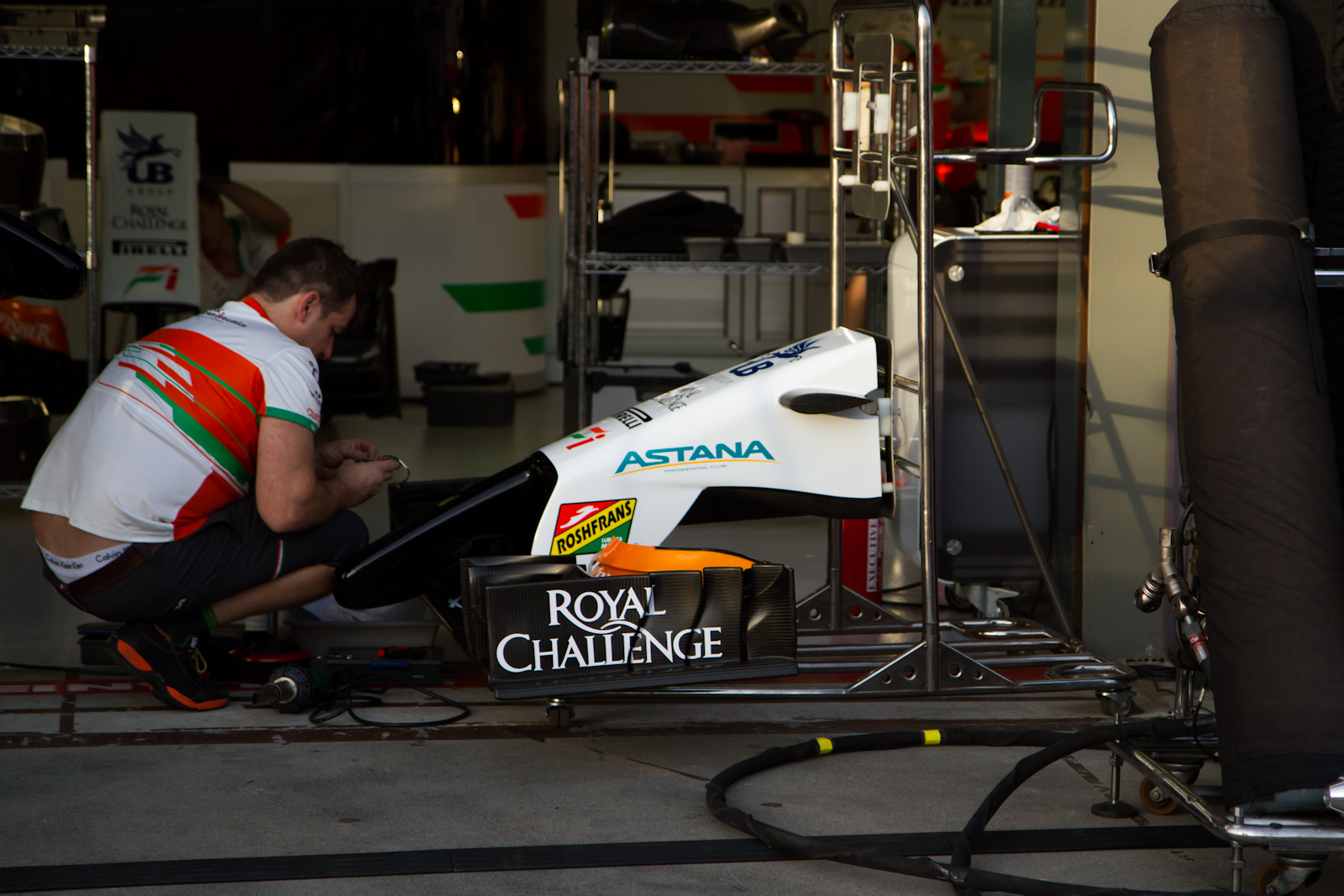
Le stand Force India à Melbourne.

Les pilotes, derrière Jean-Éric Vergne, s'élancent dès l'ouverture de la piste et Nico Rosberg fixe le temps de référence en 1 min 32 s 013. Fernando Alonso établit le second temps en 1 min 32 s 046 et Jenson Button est troisième en 1 min 32 s 138,,. 
Quelques minutes plus tard, Daniel Ricciardo, en pneu tendres, boucle un tour en 1 min 30 s 597. Rosberg, également en pneus tendres, réplique en 1 min 29 s 782. Les Lotus F1 Team et les Caterham F1 Team sont victimes de nombreux soucis qui compromettent les essais de leurs pilotes : Romain Grosjean ne boucle que cinq tours, Pastor Maldonado est victime d'un problème électrique, et le moteur de la Caterham CT05 de Kamui Kobayashi doit être remplacé, sans affecter le quota de cinq moteurs pour la totalité de la saison (comme pour Hamilton dans la matinée). Kimi Räikkönen effectue, en bout de pitlane, une simulation de départ arrêté et doit être aidé par des commissaires de piste pour rapatrier la Ferrari F14 T vers son stand,,,. 
À quarante minutes du terme Lewis Hamilton prend la tête du classement en 1 min 29 s 625, meilleur temps de la session. En fin de séance, Romain Grosjean et Nico Hülkenberg sortent simultanément de la piste ; le Français, après un violent « coup de raquette » du à une casse de suspension arrière, tape même le mur avec l'arrière de sa monoplace,,,.

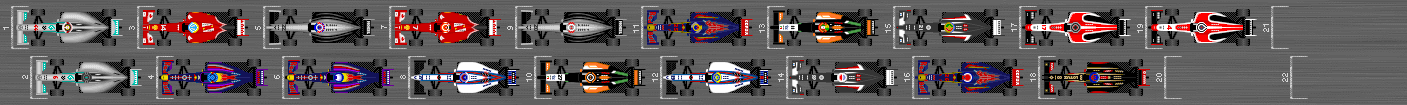
Résultats de la deuxième séance d'essais libres du Grand Prix d'Australie 2014.

### Troisième séance, le samedi de 14 h à 15 h
| Pos. | Pilote           | Voiture              | Chrono         | Écart     |
| ---- | ---------------- | -------------------- | -------------- | --------- |
| 1    | Nico Rosberg     | Mercedes             | 1 min 29 s 375 |           |
| 2    | Jenson Button    | McLaren-Mercedes     | 1 min 30 s 766 | + 1 s 391 |
| 3    | Fernando Alonso  | Ferrari              | 1 min 30 s 876 | + 1 s 501 |
| 4    | Lewis Hamilton   | Mercedes             | 1 min 30 s 919 | + 1 s 544 |
| 5    | Daniel Ricciardo | Red Bull-Renault     | 1 min 30 s 970 | + 1 s 595 |
| 6    | Nico Hülkenberg  | Force India-Mercedes | 1 min 30 s 978 | + 1 s 603 |

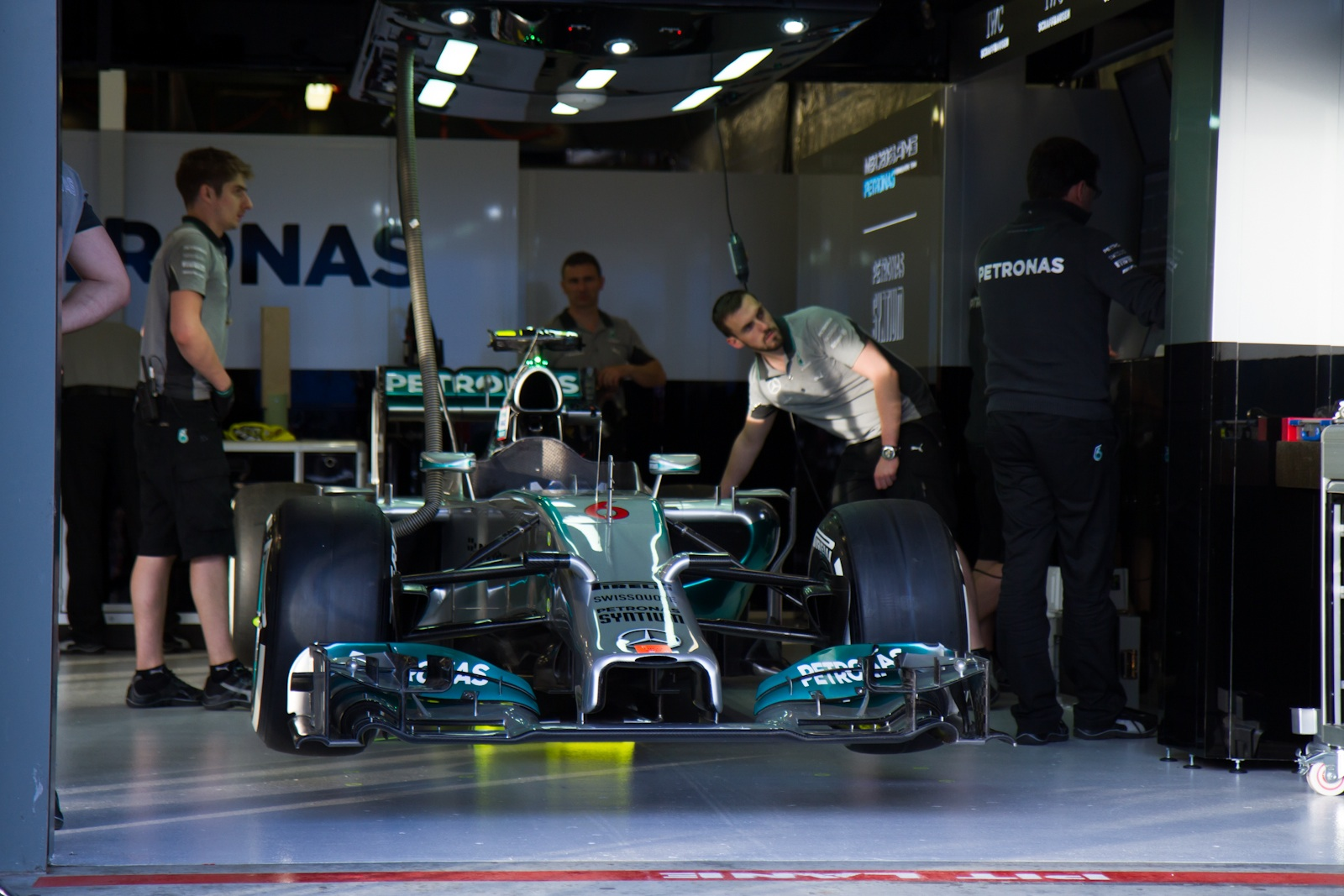
Le stand Mercedes à Melbourne.

La température de l'air est de 27 °C et le vent souffle assez fort au début de la dernière séance d'essais libres du Grand Prix d'Australie. Contrairement à la crainte de nombreux spectateurs, toutes les équipes choisissent de participer à la session et les pilotes s'élancent immédiatement en piste pour boucler leur tour d'installation. Après moins de dix minutes, et alors qu'aucun pilote n'a encore réalisé de tour chronométré, quelques gouttes de pluie font leur apparition. Jean-Éric Vergne établit le temps de référence en 1 min 35 s 505,,. 
Le pilote novice Kevin Magnussen passe en tête en 1 min 33 s 130 mais sa performance est améliorée, en deux temps, par l'autre débutant Daniil Kvyat (1 min 33 s 079 puis 1 min 32 s 605). Le vétéran du plateau, Jenson Button tourne ensuite en 1 min 32 s 604, temps battu successivement, dès leur premier tour lancé, par Lewis Hamilton (1 min 31 s 736), Nico Rosberg (1 min 31 s 583) et, à nouveau, Hamilton (1 min 30 s 919),,.
À vingt minutes du terme, Nico Hülkenberg se lance le premier en pneus tendres. Ainsi chaussé, Nico Rosberg prend la tête en 1 min 29 s 375, meilleur temps de la séance. Romain Grosjean, Valtteri Bottas et Esteban Gutiérrez n'ont pas effectué le moindre tour lors de cette session, les deux derniers à cause d'un changement de boîte de vitesses. Pastor Maldonado a dû arrêter sa voiture en piste dans les derniers instants de la séance,,.

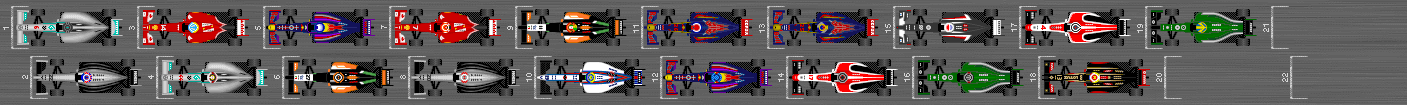
Résultats de la troisième séance d'essais libres du Grand Prix d'Australie 2014.

## Séance de qualification

### Résultats des qualifications

#### Session Q1

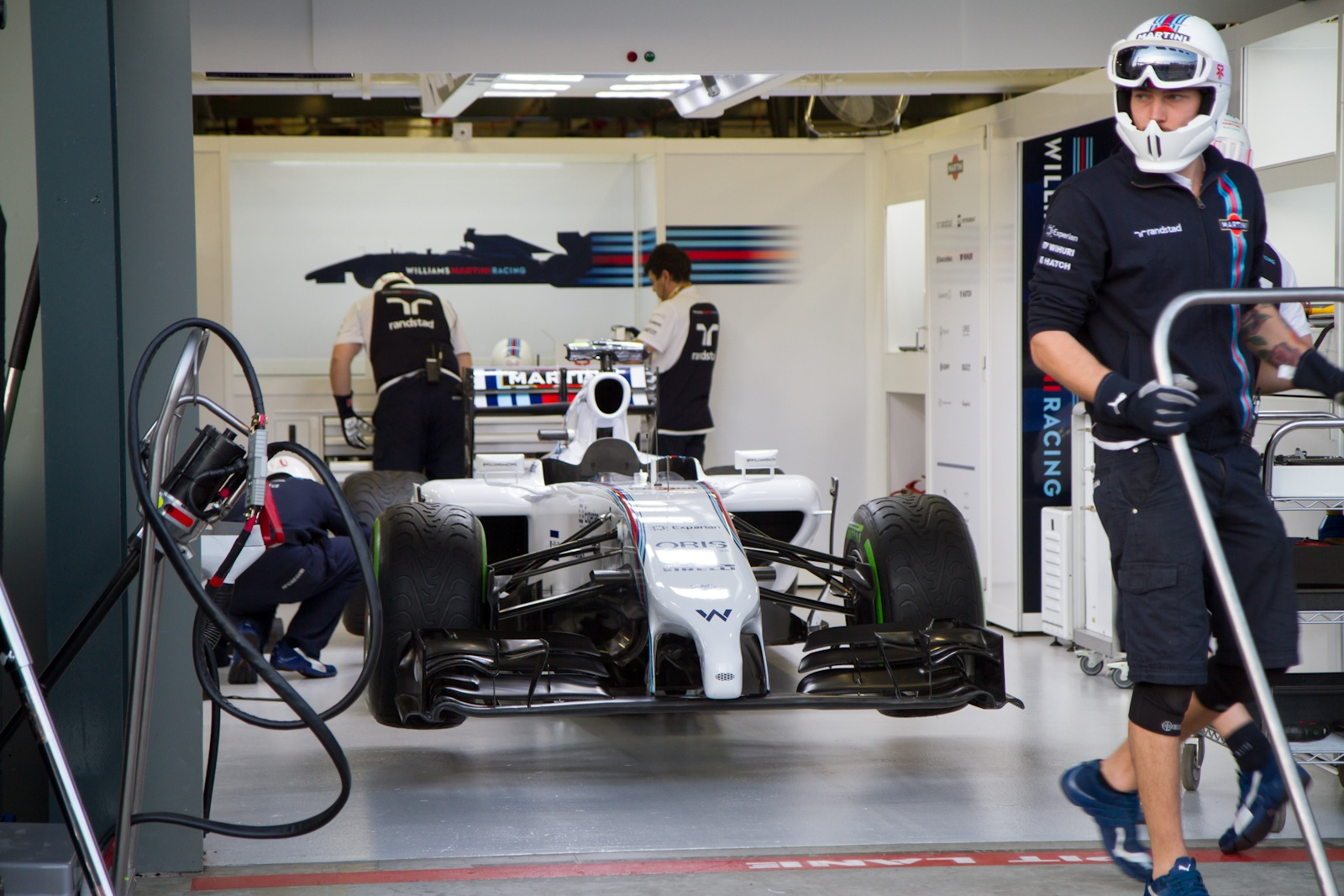
Le stand Williams à Melbourne.

La qualification du Grand Prix d'Australie débute sous un ciel très nuageux, sous une température ambiante de 26 °C et sous une forte menace de pluie. Valtteri Bottas et Esteban Gutiérrez seront pénalisés de cinq places sur la grille de départ pour changement de boîte de vitesses. Alors que la majorité des concurrents est chaussée de pneus durs, Red Bull Racing envoie Sebastian Vettel en piste en pneus tendres, tout comme Williams F1 Team avec Felipe Massa. Les pilotes s'élancent dès l'ouverture de la piste et Lewis Hamilton fixe le temps de référence en 1 min 31 s 699,,.
Felipe Massa améliore en 1 min 31 s 549 mais son temps est battu par Kevin Magnussen (1 min 30 s 949) et Daniel Ricciardo (1 min 30 s 775), tous deux en pneus tendres. Ferrari rappelle Fernando Alonso pour qu'il passe en tendres tandis que Vettel frotte le mur dans la ligne droite du second secteur, sans conséquence. Romain Grosjean est victime d'ennuis de freinage et passe par le bac à gravier. Quelques instants plus tard, alors qu'il ne reste que six minutes dans la session, la pluie se met à tomber ce qui compromet les chances de qualification des Lotus F1 Team, aux deux dernières places (Grosjean sortant une nouvelle fois de la piste et Maldonado évitant avec chance de taper les barrières de sécurité),,.   
Esteban Gutiérrez boucle un tour en pneus intermédiaires pour tenter d'arracher sa qualification, en vain. Personne ne bat la performance de Ricciardo et les six pilotes éliminés sont Pastor Maldonado et son coéquipier Romain Grosjean, le novice Marcus Ericsson, Gutiérrez, Jules Bianchi et son coéquipier Max Chilton,,.

#### Session Q2

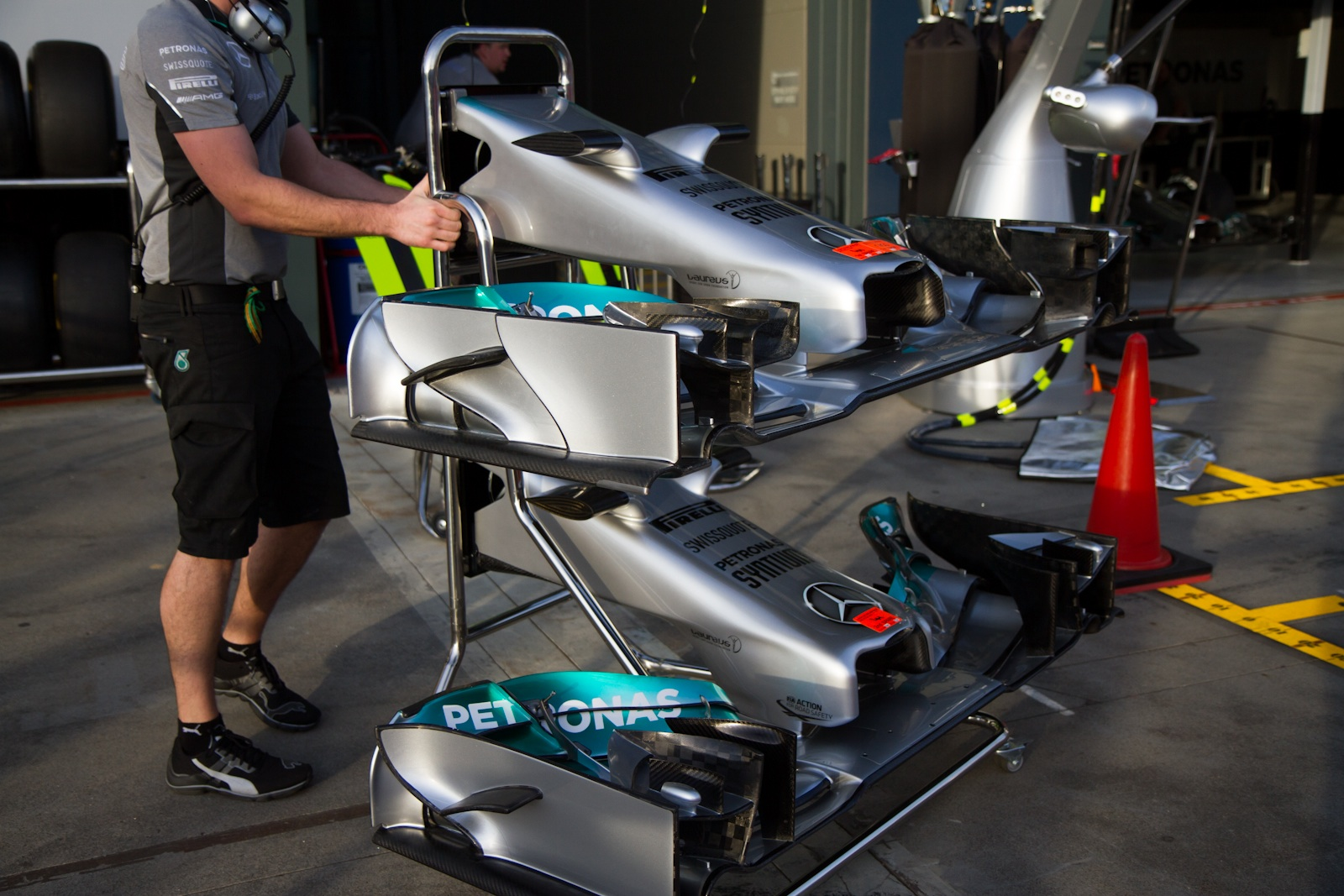
Ailerons avant de la Mercedes F1 W05 à Melbourne.

Les pilotes s'élancent, sur une piste humide, en pneus intermédiaires (sauf Daniil Kvyat qui opte pour les pneus pleine pluie) car il est prévu que la pluie s'intensifie au fur et à mesure de la session Q2. Felipe Massa fixe le temps de référence en 1 min 47 s 160 et ni Jean-Éric Vergne ni Valtteri Bottas ne parviennent à améliorer,,.
Nico Rosberg passe en tête grâce à un tour bouclé en 1 min 46 s 708 ; Daniel Ricciardo est quatrième après son premier tour lancé, Fernando Alonso est troisième derrière Bottas (1 min 45 s 689) qui part quelques instants plus tard en tête-à-queue. Ricciardo passe en tête en deux temps (1 min 46 s 646 puis 1 min 45 s 655). Alonso améliore en 1 min 45 s 034 mais est alors battu par Lewis Hamilton (1 min 44 s 662), Ricciardo (1 min 44 s 031) et Bottas (1 min 43 s 852),,.
Alonso reprend le commandement en 1 min 42 s 805 puis s'efface à nouveau derrière Ricciardo (1 min 42 s 681) et Rosberg (1 min 42 s 264). Kimi Räikkönen quitte alors la piste et touche le muret, ce qui provoque la sortie des drapeaux jaunes. Malgré la neutralisation du premier secteur, les conditions de piste s'améliorent ce qui permet à Kevin Magnussen et Sebastian Vettel d'améliorer leurs temps dans les derniers instants. Les deux pilotes sont ensuite convoqués chez les commissaires de course, soupçonnés ne n'avoir pas assez réduit leur allure sous les drapeaux jaunes ; ils sont finalement blanchis grâce aux relevés télémétriques. Rosberg conserve le meilleur temps de la session et les six pilotes éliminés sont Sebastian Vettel, Sergio Pérez, Kamui Kobayashi, Adrian Sutil, Räikkönen et Jenson Button,,,.

#### Session Q3

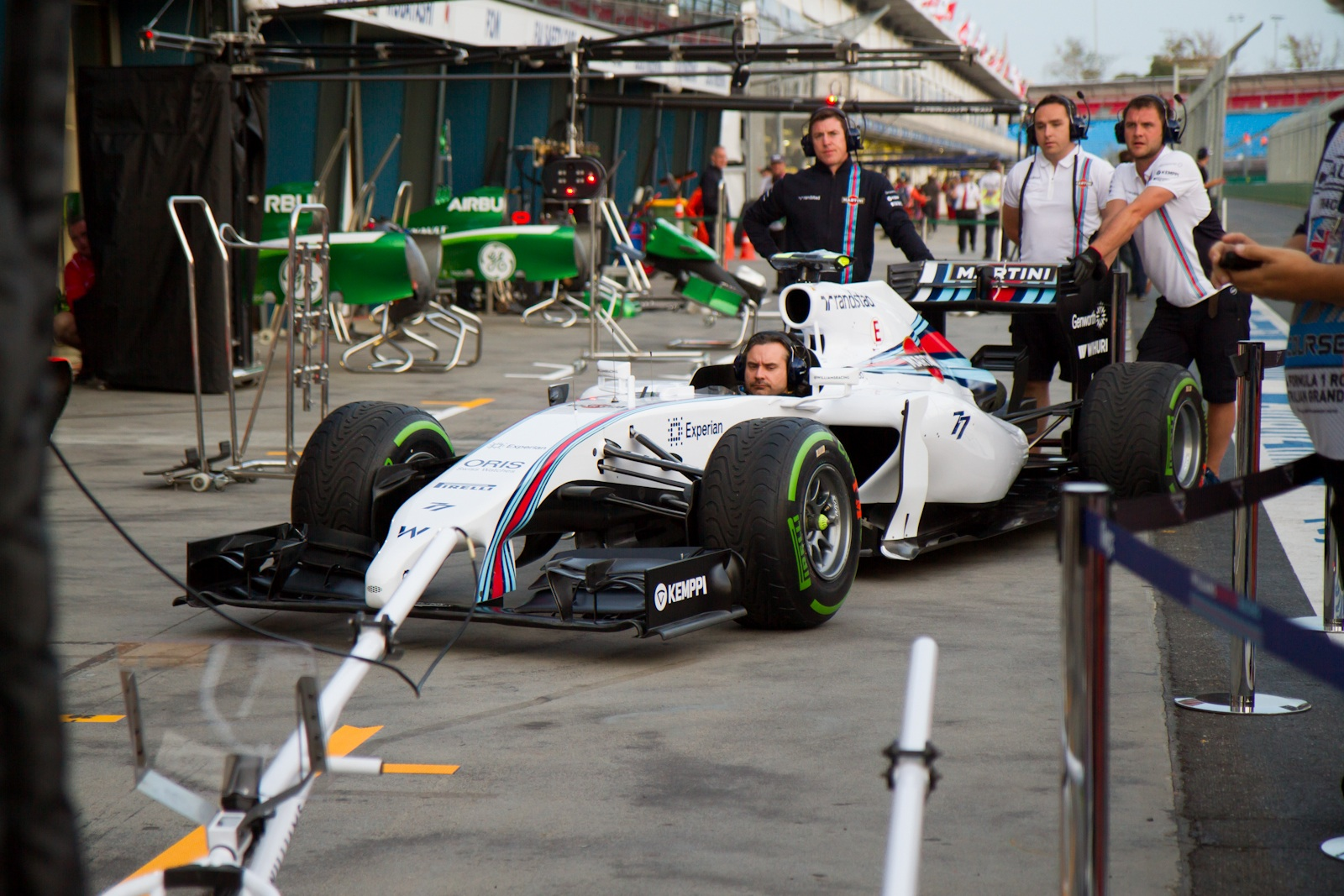
Williams FW36 dans la pitlane de Melbourne.

Les dix derniers pilotes en lice en Q3 disposent désormais de douze minutes pour tenter d'obtenir la pole position. Ils se relancent sur une piste très humide et sous des gros nuages gris. Tous les concurrents sont chaussés de pneus pluie sauf Fernando Alonso qui opte pour les intermédiaires. Comme le veut le règlement en cas de conditions de piste pluvieuses, l'usage de l'aileron arrière mobile est interdit. Nico Rosberg fixe le temps de référence en 1 min 45 s 550 mais est battu, en deux temps, par son coéquipier Lewis Hamilton (1 min 45 s 335 puis 1 min 44 s 762). Daniel Ricciardo est troisième à plus d'une demi-seconde et Nico Hülkenberg place sa Force India en quatrième position devant les Toro Rosso de Jean-Éric Vergne et Daniil Kvyat. Kevin Magnussen précède Valtteri Bottas et Felipe Massa,,.
Dans les derniers instants de la session, tous les pilotes tentent d'améliorer leurs positions et prennent de nombreux risques ; Rosberg se fait piéger, sort de la piste et fait un passage dans l'herbe à deux minutes de la fin alors qu'Hamilton améliore sa performance en 1 min 44 s 762. Kvyat fait une petite erreur et endommage son aileron avant en tapant légèrement le muret. Dans sa dernière tentative pour ravir la pole position, Rosberg passe en tête en 1 min 44 s 595. Daniel Ricciardo réplique alors en 1 min 44 s 548 et est sur le point d'obtenir sa première pole position en Formule 1 quand Hamilton, en 1 min 44 s 231, obtient la trente-deuxième pole position de sa carrière. Il s'élancera en tête devant Ricciardo, Rosberg et Magnussen,,.

### Grille de départ du Grand Prix
| Pos.                                                                                      | N° | Pilote            | Écurie               | Qualifications 1 | Qualifications 2 | Qualifications 3 |
| ----------------------------------------------------------------------------------------- | -- | ----------------- | -------------------- | ---------------- | ---------------- | ---------------- |
| 1                                                                                         | 44 | Lewis Hamilton    | Mercedes             | 1 min 31 s 699   | 1 min 42 s 890   | 1 min 44 s 231   |
| 2                                                                                         | 3  | Daniel Ricciardo  | Red Bull-Renault     | 1 min 30 s 775   | 1 min 42 s 295   | 1 min 44 s 548   |
| 3                                                                                         | 6  | Nico Rosberg      | Mercedes             | 1 min 32 s 564   | 1 min 42 s 264   | 1 min 44 s 595   |
| 4                                                                                         | 20 | Kevin Magnussen   | McLaren-Mercedes     | 1 min 30 s 949   | 1 min 43 s 247   | 1 min 45 s 745   |
| 5                                                                                         | 14 | Fernando Alonso   | Ferrari              | 1 min 31 s 388   | 1 min 42 s 805   | 1 min 45 s 819   |
| 6                                                                                         | 25 | Jean-Éric Vergne  | Toro Rosso-Renault   | 1 min 33 s 488   | 1 min 43 s 849   | 1 min 45 s 864   |
| 7                                                                                         | 27 | Nico Hülkenberg   | Force India-Mercedes | 1 min 33 s 893   | 1 min 43 s 658   | 1 min 46 s 030   |
| 8                                                                                         | 26 | Daniil Kvyat      | Toro Rosso-Renault   | 1 min 33 s 777   | 1 min 44 s 331   | 1 min 47 s 368   |
| 9                                                                                         | 19 | Felipe Massa      | Williams-Mercedes    | 1 min 31 s 228   | 1 min 44 s 428   | 1 min 48 s 079   |
| 10                                                                                        | 77 | Valtteri Bottas   | Williams-Mercedes    | 1 min 31 s 601   | 1 min 43 s 852   | 1 min 48 s 147   |
| 11                                                                                        | 22 | Jenson Button     | McLaren-Mercedes     | 1 min 31 s 396   | 1 min 44 s 437   |                  |
| 12                                                                                        | 7  | Kimi Räikkönen    | Ferrari              | 1 min 32 s 439   | 1 min 44 s 494   |                  |
| 13                                                                                        | 1  | Sebastian Vettel  | Red Bull-Renault     | 1 min 31 s 931   | 1 min 44 s 688   |                  |
| 14                                                                                        | 99 | Adrian Sutil      | Sauber-Ferrari       | 1 min 33 s 673   | 1 min 45 s 655   |                  |
| 15                                                                                        | 10 | Kamui Kobayashi   | Caterham-Renault     | 1 min 34 s 274   | 1 min 45 s 867   |                  |
| 16                                                                                        | 11 | Sergio Pérez      | Force India-Mercedes | 1 min 34 s 141   | 1 min 47 s 293   |                  |
| 17                                                                                        | 4  | Max Chilton       | Marussia-Ferrari     | 1 min 34 s 293   |                  |                  |
| 18                                                                                        | 17 | Jules Bianchi     | Marussia-Ferrari     | 1 min 34 s 794   |                  |                  |
| 19                                                                                        | 21 | Esteban Gutiérrez | Sauber-Ferrari       | 1 min 35 s 117   |                  |                  |
| 20                                                                                        | 9  | Marcus Ericsson   | Caterham-Renault     | 1 min 35 s 157   |                  |                  |
| 21                                                                                        | 8  | Romain Grosjean   | Lotus-Renault        | 1 min 36 s 993   |                  |                  |
| Temps minimal à réaliser pour la qualification : 1 min 37 s 129 (107 % de 1 min 30 s 775) |    |                   |                      |                  |                  |                  |
| 22                                                                                        | 13 | Pastor Maldonado  | Lotus-Renault        | Pas de temps     |                  |                  |

- Valtteri Bottas, auteur du dixième temps des qualifications, reçoit une pénalité de cinq places pour avoir changé de boîte de vitesses. Il s'élance de la quinzième position sur la grille de départ[23].
- Esteban Gutiérrez, auteur du dix-neuvième temps des qualifications, reçoit une pénalité de cinq places pour avoir changé de boîte de vitesses. Il s'élance de la vingt-deuxième position sur la grille de départ[23].
- Initialement non qualifié faute d'avoir établi de tour chronométré, Pastor Maldonado est autorisé à prendre le départ. Il s'élance de la vingt-et-unième place sur la grille de départ[23].

## Course

### Déroulement de l'épreuve

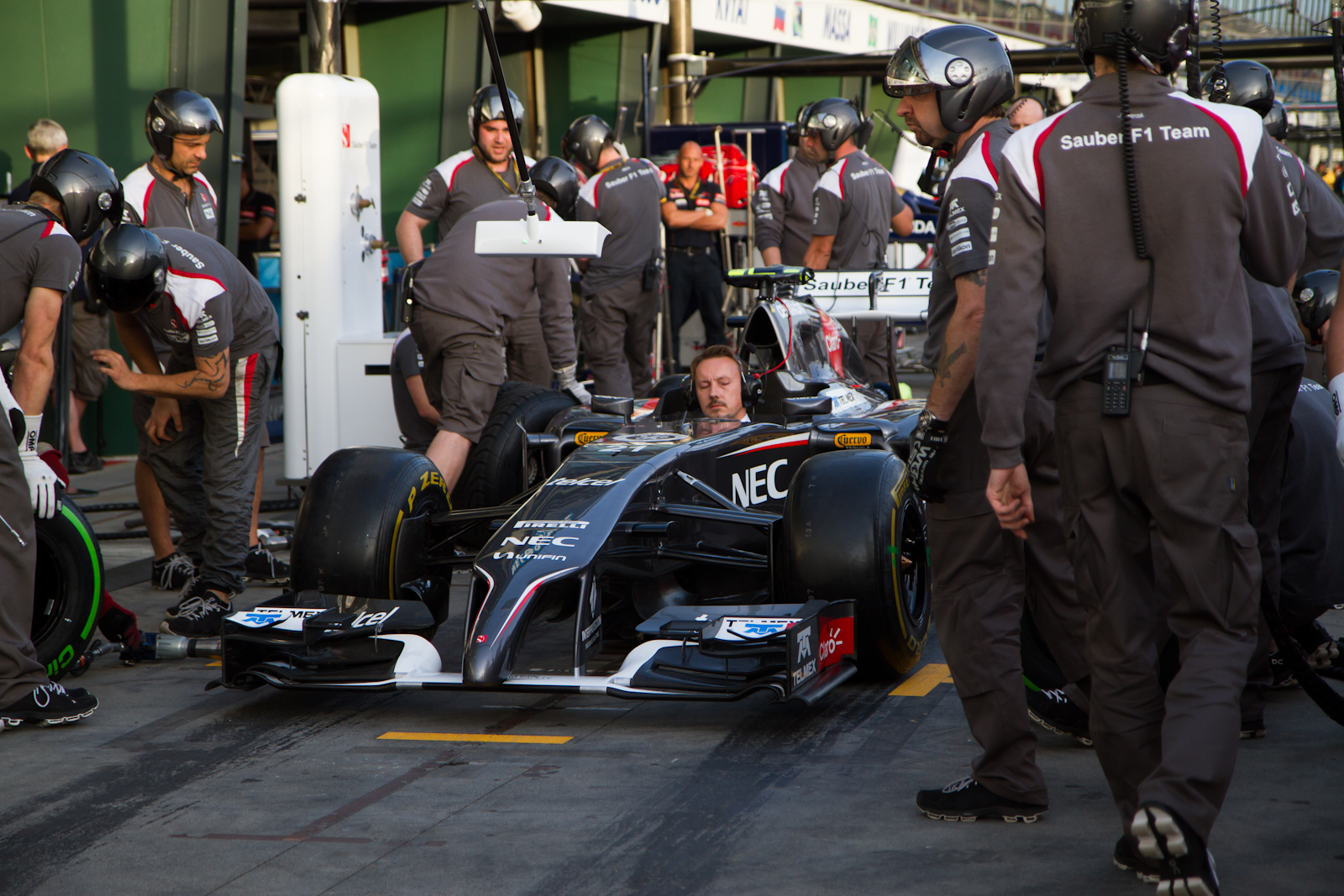
Sauber C33 dans la pitlane de Melbourne.

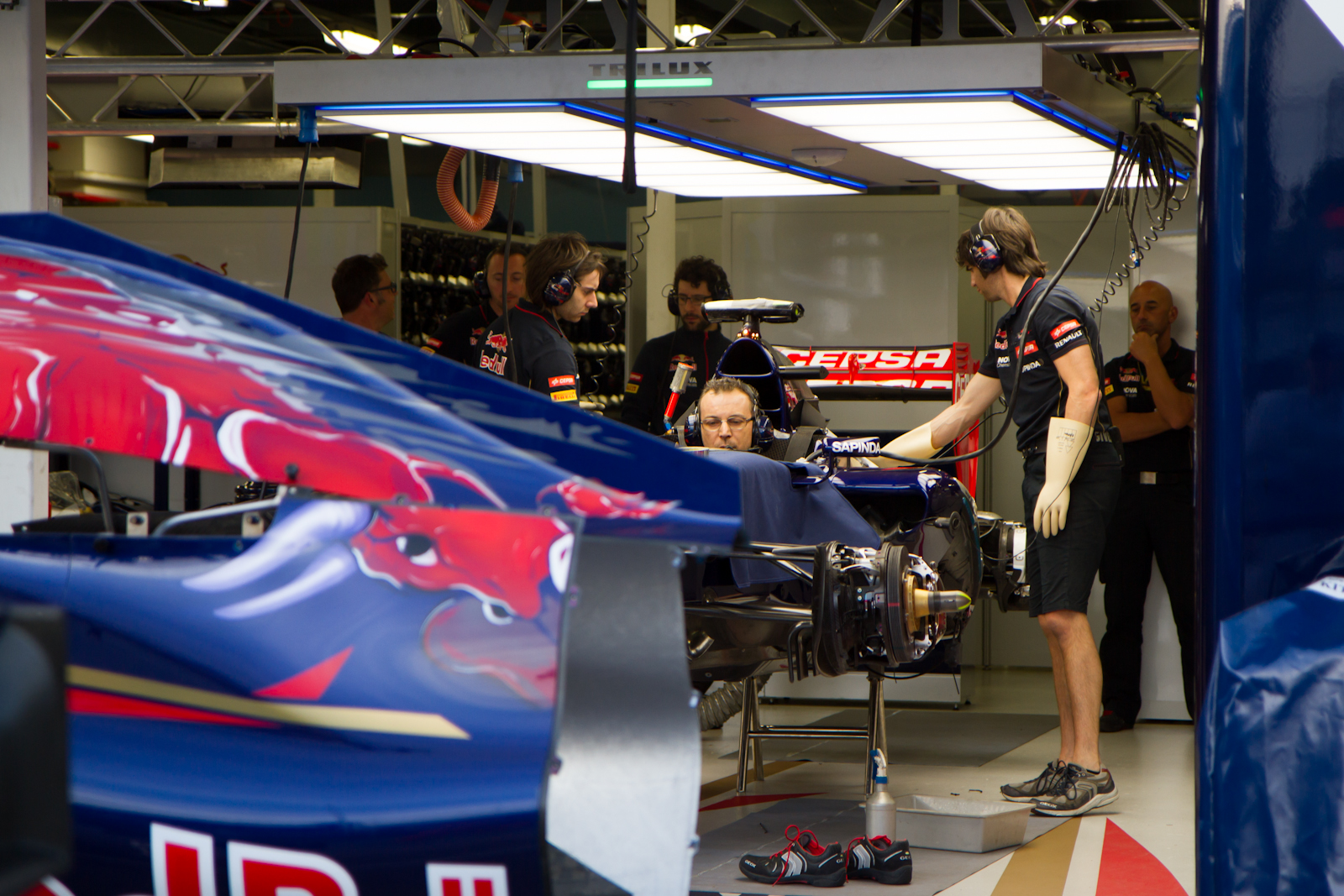
Le stand Toro Rosso à Melbourne.

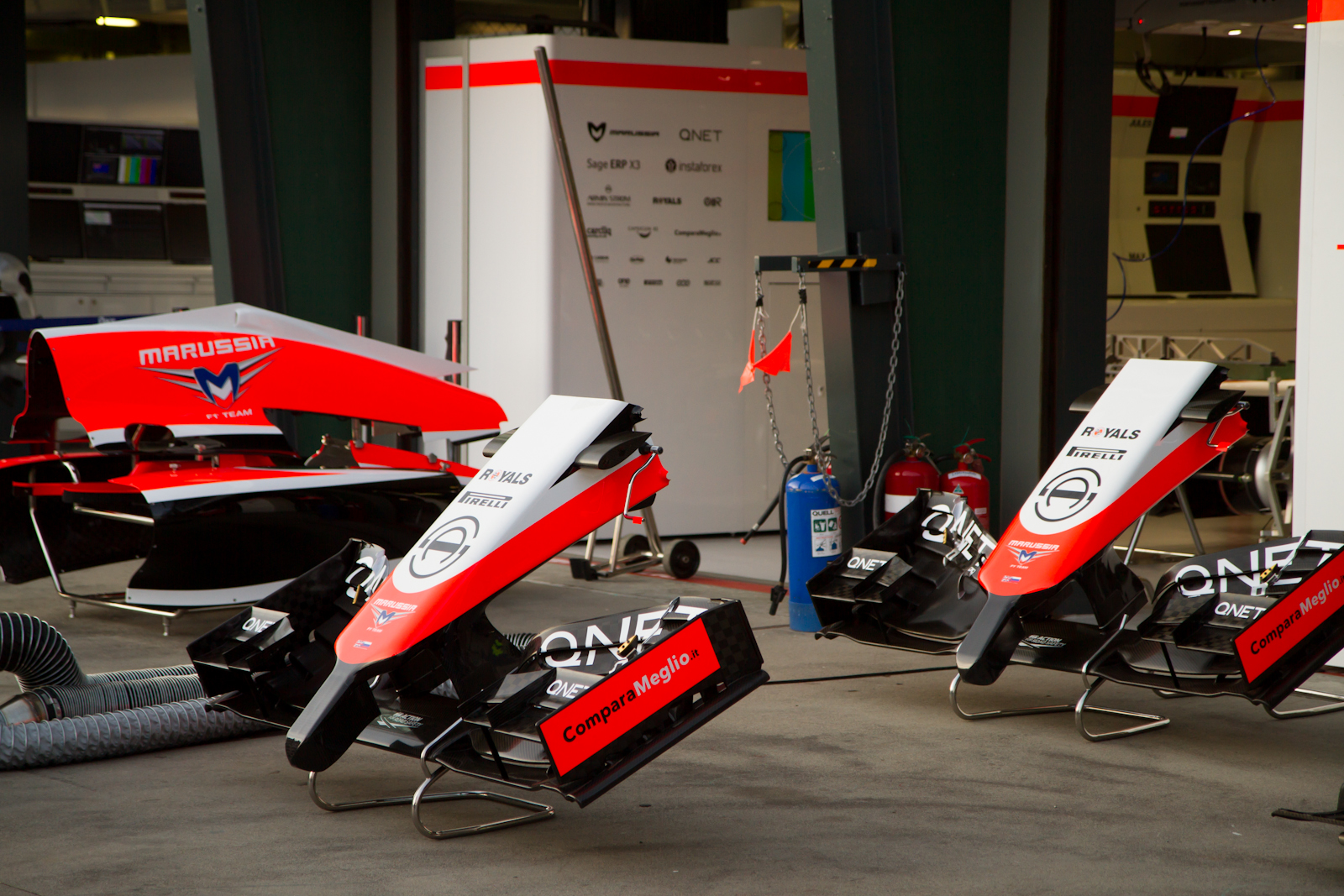
Le stand Marussia à Melbourne.

La météo est au beau fixe au départ du Grand Prix d'Australie où vingt pilotes s'alignent sur la grille, Max Chilton et Romain Grosjean s'élançant depuis la voie des stands. Alors que la procédure de départ est engagée, Jules Bianchi lève le bras pour signaler qu'il n'est pas en mesure de prendre le départ ; Charlie Whiting annule donc le premier départ et relance les voitures pour un second tour de formation, la course étant concomitamment amputée d'un tour. Bianchi rejoignant son coéquipier et son compatriote dans la voie des stands, dix-neuf pilotes se présentent sur la grille de départ. À l'extinction des feux, Nico Rosberg prend un excellent envol qui lui permet de s'engouffrer en tête dans le premier virage. Le novice Kevin Magnussen effectue un énorme travers et manque de sortir de la piste, ce qui empêche Fernando Alonso de se battre pour les positions de tête. Kamui Kobayashi, en proie à une défaillance de son système de freinage, harponne Felipe Massa et termine sa course dans le bac à gravier. Pénalisé par un drive-through pour s'être placé sur la grille en retard, Grosjean observe sa pénalité dès la fin du premier tour ; Sergio Pérez et Esteban Gutiérrez, victimes collatérales des frictions du premier virage, ainsi que Bianchi, rentrent également au stand,,,.
Au deuxième passage sur la ligne de chronométrage, Rosberg précède Daniel Ricciardo, Magnussen, Lewis Hamilton qui tenait la pole position, Nico Hülkenberg, Alonso, Jean-Éric Vergne, Kimi Räikkönen, Daniil Kvyat, Valtteri Bottas et Jenson Button. Dès le quatrième tour, Lewis Hamilton rentre à son stand pour abandonner, imité au tour suivant par Sebastian Vettel qui explique que sa monoplace a perdu sa puissance dès le second tour de formation,,.
Rosberg creuse un écart de 5 secondes sur Ricciardo en huit tours tandis que Magnussen, solide troisième, devance Nico Hülkenberg et Fernando Alonso. Valtteri Bottas prend l'avantage sur Räikkönen puis se lance à l'attaque du duo Alonso-Hülkenberg lorsqu'il touche le muret et crève son pneu arrière droit. Alors qu'il tente de regagner son stand, il perd son pneu ainsi qu'un morceau de sa jante, ce qui provoque l'intervention de la voiture de sécurité. Button et Pérez s'engouffrent dans la voie des stands pour changer leurs pneus, imités par le reste du peloton au tour suivant. Derrière la voiture de sécurité, Rosberg devance Ricciardo, Magnussen, Hülkenberg, Alonso, Button, Vergne, Räikkönen, Adrian Sutil, Kvyat, Pastor Maldonado, Marcus Ericsson, Grosjean, Chilton, Gutiérrez, Bottas, Pérez et Bianchi,,.
À la relance, au quinzième tour, Rosberg se détache puis augmente régulièrement son avance qui atteint 5 secondes au vingtième passage. Au vingt-huitième passage, à la mi-course, Rosberg possède 10 secondes d'avance sur Ricciardo ; Magnussen est à 7 secondes, Hülkenberg et Alonso menant un groupe composé de Button, Vergne et Räikkönen encore 6 secondes derrière. Marcus Ericsson abandonne alors que Grosjean effectue son premier arrêt au stand ; peu après, son coéquipier Maldonado abandonne dans le trente-deuxième tour : il ne reste plus que quinze voitures en course. Button et Pérez rentrent au stand, à nouveau de conserve, au tour suivant pour chausser de nouvelles gommes. Hülkenberg et Vergne rentrent au trente-quatrième tour, Alonso et Sutil au suivant, imités ensuite par Ricciardo, Bottas, Räikkönen, Kvyat, Magnussen et Rosberg dont l'avance était passée à 17 secondes,,.
Bottas profite d'un hors-piste de Räikkönen pour le dépasser tandis que Magnussen menace directement Ricciardo : il est à une seconde du nouveau pilote Red Bull Racing au quarantième tour. Rosberg précède Ricciardo de 16 secondes ; suivent Magnussen, Button, Alonso, Hülkenberg, Vergne, Bottas, Räikkönen, Kvyat, Pérez, Grosjean, Sutil, Gutiérrez, Chilton et Bianchi. Grosjean abandonne au quarante-cinquième tour alors que Bottas prend la septième place à Vergne puis, quelques minutes plus tard, la sixième place à Hülkenberg,,.
Nico Rosberg se dirige en solitaire vers sa quatrième victoire en Formule 1. Daniel Ricciardo franchit en second la ligne d'arrivée et  Kevin Magnussen complète le podium pour sa première course en Formule 1 ; suivent pour les points Jenson Button, Fernando Alonso, Valtteri Bottas, Nico Hulkenberg, Kimi Räikkönen, Jean-Éric Vergne et Daniil Kvyat qui devient le plus jeune pilote à inscrire un point en championnat du monde, battant le record de Sebastian Vettel. Daniel Ricciardo est finalement disqualifié après que la FIA a constaté que la voiture de l'Australien a régulièrement excédé, pendant la course, la limite du débit de carburant maximal autorisé. Tous les pilotes derrière lui remontent d'un cran dans la hiérarchie ce qui permet à Sergio Pérez de prendre le point de la dixième place,,,,.

### Classement de la course
| Pos. | N° | Pilote            | Écurie               | Tours | Temps/Abandon                                       | Grille  | Points |
| ---- | -- | ----------------- | -------------------- | ----- | --------------------------------------------------- | ------- | ------ |
| 1    | 6  | Nico Rosberg      | Mercedes             | 57    | 1 h 32 min 58 s 710 (195,059 km/h)                  | 3       | 25     |
| 2    | 20 | Kevin Magnussen   | McLaren-Mercedes     | 57    | + 26 s 777                                          | 4       | 18     |
| 3    | 22 | Jenson Button     | McLaren-Mercedes     | 57    | + 30 s 027                                          | 10      | 15     |
| 4    | 14 | Fernando Alonso   | Ferrari              | 57    | + 35 s 284                                          | 5       | 12     |
| 5    | 77 | Valtteri Bottas   | Williams-Mercedes    | 57    | + 47 s 639                                          | 15      | 10     |
| 6    | 27 | Nico Hülkenberg   | Force India-Mercedes | 57    | + 50 s 718                                          | 7       | 8      |
| 7    | 7  | Kimi Räikkönen    | Ferrari              | 57    | + 57 s 675                                          | 11      | 6      |
| 8    | 25 | Jean-Éric Vergne  | Toro Rosso-Renault   | 57    | + 1 min 00 s 441                                    | 6       | 4      |
| 9    | 26 | Daniil Kvyat      | Toro Rosso-Renault   | 57    | + 1 min 03 s 585                                    | 8       | 2      |
| 10   | 11 | Sergio Pérez      | Force India-Mercedes | 57    | + 1 min 25 s 916                                    | 16      | 1      |
| 11   | 99 | Adrian Sutil      | Sauber-Ferrari       | 56    | + 1 tour                                            | 13      |        |
| 12   | 21 | Esteban Gutiérrez | Sauber-Ferrari       | 56    | + 1 tour                                            | 20      |        |
| 13   | 4  | Max Chilton       | Marussia-Ferrari     | 55    | + 2 tours                                           | pitlane |        |
| N.c. | 17 | Jules Bianchi     | Marussia-Ferrari     | 49    | + 8 tours                                           | pitlane |        |
| Abd. | 8  | Romain Grosjean   | Lotus-Renault        | 43    | MGU-H (ERS)                                         | pitlane |        |
| Abd. | 13 | Pastor Maldonado  | Lotus-Renault        | 29    | MGU-K (ERS)                                         | 21      |        |
| Abd. | 9  | Marcus Ericsson   | Caterham-Renault     | 27    | Pression d'huile                                    | 19      |        |
| Abd. | 1  | Sebastian Vettel  | Red Bull-Renault     | 4     | Électronique (perte de puissance)                   | 12      |        |
| Abd. | 44 | Lewis Hamilton    | Mercedes             | 3     | Moteur (cylindre)                                   | 1       |        |
| Abd. | 19 | Felipe Massa      | Williams-Mercedes    | 0     | Percuté par Kamui Kobayashi                         | 9       |        |
| Abd. | 10 | Kamui Kobayashi   | Caterham-Renault     | 0     | Accrochage (défaillance du système de freinage)     | 14      |        |
| Dsq. | 3  | Daniel Ricciardo  | Red Bull-Renault     | 57    | + 24 s 525 (Débit massique de carburant trop élevé) | 2       |        |

### Pole position et record du tour
- Pole position :  Lewis Hamilton (Mercedes Grand Prix) en 1 min 44 s 231 (183,159 km/h)[31].
- Meilleur tour en course :  Nico Rosberg (Mercedes Grand Prix) en 1 min 32 s 478 (206,436 km/h) au dix-neuvième tour[32].

### Tours en tête
- Nico Rosberg : 57 tours (1-57)[33].

## Classements généraux à l'issue de la course
| Pos. | Pilote           | Écurie               | Points |
| ---- | ---------------- | -------------------- | ------ |
| 1    | Nico Rosberg     | Mercedes             | 25     |
| 2    | Kevin Magnussen  | McLaren-Mercedes     | 18     |
| 3    | Jenson Button    | McLaren-Mercedes     | 15     |
| 4    | Fernando Alonso  | Ferrari              | 12     |
| 5    | Valtteri Bottas  | Williams-Mercedes    | 10     |
| 6    | Nico Hülkenberg  | Force India-Mercedes | 8      |
| 7    | Kimi Räikkönen   | Ferrari              | 6      |
| 8    | Jean-Éric Vergne | Toro Rosso-Renault   | 4      |
| 9    | Daniil Kvyat     | Toro Rosso-Renault   | 2      |
| 10   | Sergio Pérez     | Force India-Mercedes | 1      |

| Pos. | Écurie               | Points |
| ---- | -------------------- | ------ |
| 1    | McLaren-Mercedes     | 33     |
| 2    | Mercedes             | 25     |
| 3    | Ferrari              | 18     |
| 4    | Williams-Mercedes    | 10     |
| 5    | Force India-Mercedes | 9      |
| 6    | Toro Rosso-Renault   | 6      |

## Statistiques
Le Grand Prix d’Australie 2014 représente :
- la 32e pole position de sa carrière pour Lewis Hamilton, qui égale Nigel Mansell[36] ;
- la 4e victoire de sa carrière pour Nico Rosberg[37] ;
- la 14e victoire pour Mercedes en tant que constructeur[38] ;
- la 100e victoire pour Mercedes en tant que motoriste[39] ;
- la 100e pole position pour Mercedes en tant que motoriste[40] ;
- Le 1er départ en Grand Prix pour Kevin Magnussen, Daniil Kvyat et Marcus Ericsson ;

Au cours de ce Grand Prix :
- Kevin Magnussen monte pour la première fois sur le podium (deuxième de la course) pour son 1er départ en Grand Prix[41] ;
- Daniil Kvyat marque ses premiers points (neuvième de la course) pour son 1er départ en Grand Prix[42] ;
- Daniil Kvyat devient, à 19 ans 10 mois et 18 jours, le plus jeune pilote à inscrire un point en championnat du monde. Il bat le précédent record de Sebastian Vettel, établi à 19 ans 11 mois et 14 jours en 2007[43] ;
- Emanuele Pirro (37 départs en Grands Prix entre 1989 et 1991, 3 points inscrits, et quintuple vainqueur des 24 Heures du Mans) est nommé assistant des commissaires de course[44] ;